# Karel Anthonissen
Karel Anthonissen (Brasschaat, 15 juli 1954) is een voormalig Belgisch belastingambtenaar en gewestelijk directeur van de Bijzondere Belastinginspectie (BBI). Hij is daarnaast auteur van columns en stukken in uiteenlopende publicaties van links tot rechts. 

## Carrière
Anthonissen is licentiaat economie van de Katholieke Universiteit Leuven. In juni 1976 diende hij bij zijn promotor Mark Eyskens zijn proefschrift met de titel De economische betekenis van het beginsel 'de vervuiler betaalt' in. Anthonissen begon zijn loopbaan bij de fiscus in 1977. In 2002 behaalde hij aan de Universiteit Gent ook nog een licentiaat rechten.
In de jaren 80 was Anthonissen actief in de groene partij Agalev. Hij schreef mee aan het economisch programma van Mechelen (1985) en was in de periode 1986-1988 voorzitter van het partijbestuur, in de toenmalige terminologie "gespreksleider van het Uitvoerend Komitee". In de jaren 90 nam hij even deel aan een poging tot verruiming van de CVP, onder andere met Luc Beaucourt.  Eerder waren al Agalev-partijsecretaris Leo Cox en oud-europarlementslid Paul Staes overgestapt naar de christendemocratische partij.
Sinds 1995 werkte hij voor de BBI, eerst als inspecteur en directeur in Antwerpen, later als gewestelijk directeur in Gent. In die functie kwam hij in opspraak en kreeg hij ruimere bekendheid door een conflict met eurocommissaris Karel De Gucht. Zijn optreden in het belastingdossier van De Gucht, een uitlating over belastingontwijking van de christelijke werknemersorganisatie ACW, een interview in de krant De Tijd, een deelname aan een debat op Actua-TV en een ongevraagd advies tegen een nakende minnelijke schikking in de Omega Diamonds-zaak leverden hem in 2014 een blaam van staatssecretaris voor Fraudebestrijding John Crombez op. Een nieuwe kritiek op het beleid van de fiscus, deze keer via een tweet, leidde tot een klacht wegens laster van Hans D'Hondt, de voorzitter van de FOD Financiën en een schorsing. Hij werd later van de klacht vrijgesproken en de schorsing werd opgeheven. In januari 2017 verloor hij als allerlaatste gewestelijk directeur al zijn bevoegdheden door een nieuwe wet en een strikte interpretatie door D'Hondt.
Op 29 juli 2019 volbracht Anthonissen zijn laatste werkdag als belastingambtenaar. In 2022 was hij een van de oprichters van het Klokkenluidershuis in Brussel.
Anthonissen schreef verscheidene boeken en was actief als schrijver voor Apache, SamPol, Trends, Doorbraak en het faxblad 't Scheldt. Hij heeft gedurende een aantal jaar ook bijdragen geleverd aan de Nederlandstalige Wikipedia. Hij is tevens actief op X.